# Pleospora brachyspora
Pleospora brachyspora är en svampart som först beskrevs av Niessl, och fick sitt nu gällande namn av Franz Petrak 1940. Pleospora brachyspora ingår i släktet Pleospora och familjen Pleosporaceae.  Arten är reproducerande i Sverige. Inga underarter finns listade i Catalogue of Life.